# 地下兰
地下兰（学名：Rhizanthella gardneri）是兰科地下兰属的一种稀有植物，产于澳大利亚西部，1928年首次发现。
地下兰完全生活于地下，虽然仍保有叶绿体，但丧失了70%的叶绿体基因，不能进行光合作用。该植物是菌异营植物，與一种名为Thanatephorus gardneri的菌根菌形成蘭菌根，並藉此从钩白千层树获得营养。.